# John Lyttelton, IX visconte Cobham
John Cavendish Lyttelton, IX visconte Cobham (23 ottobre 1881 – 31 luglio 1949) è stato un politico e ufficiale inglese.

## Biografia
Cobham era il figlio maggiore di Charles Lyttelton, VIII visconte Cobham, e di sua moglie, Mary Susan Caroline Cavendish, figlia di William Cavendish, II barone Chesham. Alfred Lyttelton era suo zio. È stato educato a Eton. Come suo padre e suo zio, Cobham era un giocatore di cricket di successo.
È stato presidente del Marylebone Cricket Club nel 1935, emulando nuovamente suo padre e suo zio.

## Carriera
Lyttelton fu nominato sottotenente di Brigata del fucile il 4 dicembre 1901 e servito con il reggimento nella Seconda guerra boera. Tornò a casa con la SS Kinfauns Castle, dopo la fine della guerra, lasciando Città del Capo ai primi di agosto del 1902. Era di nuovo in Sudafrica come aiutante di campo dell'Alto commissario britannico in Sudafrica (1905-1908).
Lyttelton fu eletto alla Camera dei comuni per Droitwich (1910-1916). Durante la prima guerra mondiale combatté a Gallipoli e in Egitto, nel Sinai e in Palestina, ottenendo il grado di tenente colonnello. Successe a suo padre come visconte Cobham nel 1922 ed entrò nella Camera dei lord. Nel 1939 fu nominato Sottosegretario di Stato per la guerra nel governo di Neville Chamberlain, carica che mantenne fino al maggio 1940. Oltre alla sua carriera politica e militare fu anche Lord luogotenente del Worcestershire (1923-1949).

## Matrimonio
Sposò, il 30 giugno 1908, Violet Leonard (?-28 febbraio 1966), figlia di Charles Leonard. Ebbero cinque figli:
- Charles Lyttelton, X visconte Cobham (8 agosto 1909-20 marzo 1977);
- Meriel Catherine Lyttelton (1 maggio 1911-11 novembre 1930);
- Viola Maud Lyttelton (10 giugno 1912-3 maggio 1987), sposò Robert Grosvenor, V duca di Westminster, ebbero tre figli;
- Audrey Lavinia Lyttelton (3 agosto 1918-3 marzo 2007), sposò David Lindsay, ebbero tre figli;
- Lavinia Mary Yolande Lyttelton (21 agosto 1921-4 luglio 2007), sposò in prime nozze Cecil Rolt, non ebbero figli, e in seconde nozze John Edward Dennys, ebbero un figlio.

## Morte
Cobham morì il 31 luglio 1949, all'età di 67 anni, e gli succedette nei titoli il figlio Charles, che in seguito servì come governatore generale della Nuova Zelanda.

## Ascendenza
|                                         |                                     |                                          | Genitori                              |  |  | Nonni |  |  | Bisnonni                                |  |  | Trisnonni                             |  |
|                                         |                                     |                                          |                                       |  |  |       |  |  | William Lyttelton, III barone Lyttelton |  |  | William Lyttelton, I barone Lyttelton |  |
|                                         |                                     |                                          |                                       |  |  |       |  |  | William Lyttelton, III barone Lyttelton |  |  | William Lyttelton, I barone Lyttelton |  |
|                                         |                                     | Caroline Bristow                         |                                       |  |  |       |  |  | William Lyttelton, III barone Lyttelton |  |  |                                       |  |
| George Lyttelton, IV barone Lyttelton   |                                     |                                          |                                       |  |  |       |  |  | William Lyttelton, III barone Lyttelton |  |  |                                       |  |
|                                         |                                     | lady Sarah Spencer                       | George Spencer, II conte Spencer      |  |  |       |  |  |                                         |  |  |                                       |  |
|                                         |                                     | lady Sarah Spencer                       | George Spencer, II conte Spencer      |  |  |       |  |  |                                         |  |  |                                       |  |
|                                         |                                     | lady Sarah Spencer                       | lady Lavinia Bingham                  |  |  |       |  |  |                                         |  |  |                                       |  |
| Charles Lyttelton, VIII visconte Cobham |                                     | lady Sarah Spencer                       |                                       |  |  |       |  |  |                                         |  |  |                                       |  |
|                                         |                                     | sir Stephen Glynne, VIII baronetto       | sir Stephen Glynne, VII baronetto     |  |  |       |  |  |                                         |  |  |                                       |  |
|                                         |                                     | sir Stephen Glynne, VIII baronetto       | sir Stephen Glynne, VII baronetto     |  |  |       |  |  |                                         |  |  |                                       |  |
|                                         |                                     | sir Stephen Glynne, VIII baronetto       | Mary Bennett                          |  |  |       |  |  |                                         |  |  |                                       |  |
| Mary Glynne                             |                                     | sir Stephen Glynne, VIII baronetto       |                                       |  |  |       |  |  |                                         |  |  |                                       |  |
|                                         |                                     | hon. Mary Griffin                        | Richard Griffin, II barone Braybrooke |  |  |       |  |  |                                         |  |  |                                       |  |
|                                         |                                     | hon. Mary Griffin                        | Richard Griffin, II barone Braybrooke |  |  |       |  |  |                                         |  |  |                                       |  |
|                                         |                                     | hon. Mary Griffin                        | Catherine Grenville                   |  |  |       |  |  |                                         |  |  |                                       |  |
| John Lyttelton, IX visconte Cobham      |                                     | hon. Mary Griffin                        |                                       |  |  |       |  |  |                                         |  |  |                                       |  |
|                                         | Charles Cavendish, I barone Chesham | George Cavendish, I conte di Burlington  |                                       |  |  |       |  |  |                                         |  |  |                                       |  |
|                                         | Charles Cavendish, I barone Chesham | George Cavendish, I conte di Burlington  |                                       |  |  |       |  |  |                                         |  |  |                                       |  |
|                                         | Charles Cavendish, I barone Chesham | lady Elizabeth Compton                   |                                       |  |  |       |  |  |                                         |  |  |                                       |  |
| William Cavendish, II barone Chesham    | Charles Cavendish, I barone Chesham |                                          |                                       |  |  |       |  |  |                                         |  |  |                                       |  |
|                                         |                                     | lady Catherine Gordon                    | George Gordon, IX marchese di Huntly  |  |  |       |  |  |                                         |  |  |                                       |  |
|                                         |                                     | lady Catherine Gordon                    | George Gordon, IX marchese di Huntly  |  |  |       |  |  |                                         |  |  |                                       |  |
|                                         |                                     | lady Catherine Gordon                    | Catherine Cope                        |  |  |       |  |  |                                         |  |  |                                       |  |
| hon. Mary Cavendish                     |                                     | lady Catherine Gordon                    |                                       |  |  |       |  |  |                                         |  |  |                                       |  |
|                                         |                                     | hon. William Saunders Sebright Lascelles | Henry Lascelles, II conte di Harewood |  |  |       |  |  |                                         |  |  |                                       |  |
|                                         |                                     | hon. William Saunders Sebright Lascelles | Henry Lascelles, II conte di Harewood |  |  |       |  |  |                                         |  |  |                                       |  |
|                                         |                                     | hon. William Saunders Sebright Lascelles | Henrietta Sebright                    |  |  |       |  |  |                                         |  |  |                                       |  |
| Henrietta Frances Lascelles             |                                     | hon. William Saunders Sebright Lascelles |                                       |  |  |       |  |  |                                         |  |  |                                       |  |
|                                         |                                     | lady Caroline Georgiana Howard           | George Howard, VI conte di Carlisle   |  |  |       |  |  |                                         |  |  |                                       |  |
|                                         |                                     | lady Caroline Georgiana Howard           | George Howard, VI conte di Carlisle   |  |  |       |  |  |                                         |  |  |                                       |  |
|                                         |                                     | lady Caroline Georgiana Howard           | lady Georgiana Cavendish              |  |  |       |  |  |                                         |  |  |                                       |  |
|                                         |                                     | lady Caroline Georgiana Howard           |                                       |  |  |       |  |  |                                         |  |  |                                       |  |